# Strogele knotszwam
De strogele knotszwam (Clavaria straminea) is een paddenstoel uit de familie Clavariaceae. Hij leeft saprotroof (?) in voedselarme, grazige, mosrijke vegetaties, (Hygrocybe)graslanden, kortgrazige bermen op zandige of lemig-zandige, soms kalkhoudende bodems.

## Kenmerken

### Uiterlijke kenmerken
De knotszwam is citroengeel, bleek geel of vuil geel en hebben en hoogte van 1,5 tot 5 cm . Het vlees intens geel, veel geler dan het oppervlak.

### Microscopische kenmerken
De sporen zijn bolvormig tot halfbolvormig en meten 6–7,5 × 6–7 µm (Q-getal 1,0-1,1); De basidiomen staan in kleine groepjes of soms inivieel en meten 30 – 100 × 2 – 4 mm. Ze zijn vaak bleek oker tot stro helderder gekleurd aan de basis. De hyfen zijn hyaliene, 3 tot 25 µm breed, zonder gespen. De basidia zijn 4-sporig, clavaat, met open, lusvormige gespverbinding aan de basis en hebben een lengte van 40–60 µm.

## Verspreiding
In Nederland komt de strogele knotszam zeldzaam voor. Hij staat op de rode lijst in de categorie 'Bedreigd'.